# Alexa Bokšay
Alexa Bokšay (27 marzo 1911 – 27 agosto 2007) è stato un allenatore di calcio cecoslovacco.

## Carriera
Allenò la Nazionale cecoslovacca nel 1949.